# アリソン・ローマン
アリソン・ローマン（Alison Lohman, 1979年9月18日 - ）は、アメリカ合衆国カリフォルニア州パームスプリングス生まれの女優・声優。

## 来歴
1979年、カリフォルニア州パームスプリングスに、パン屋を経営する母親と建築家の父親の間に生まれる。特に業界とはつながりがなかったのだが、ローマンが9歳の時に『サウンド・オブ・ミュージック』の舞台へ出演。そのわずか2年後に出演したミュージカル舞台『アニー』の演技が評価されて賞を受賞する。
高校を卒業後、本格的に女優を目指してロサンゼルスへ移るのだが、その後数年は多くのB級映画や低予算のSF映画、テレビ番組や子供向け映画に出演。芽がなかなか出ない日々を送る。しかし2002年にミシェル・ファイファー、レニー・ゼルウィガーらと共演した『ホワイト・オランダー』で初主演を果たす。興行的には失敗に終わったのだが、ローマンの演技が批評家たちから高い評価を得、翌年にはリドリー・スコット監督、ニコラス・ケイジ、サム・ロックウェル出演の犯罪コメディ『マッチスティック・メン』でニコラス・ケイジの娘役に大抜擢され、14歳の少女を演じた。2003年にはティム・バートン監督の『ビッグ・フィッシュ』でジェシカ・ラングの若い頃を演じたほか、様々な映画に顔を見せている。
声優として参加した宮崎駿監督の日本アニメ『風の谷のナウシカ』では、英語版の吹き替えで主人公のナウシカの声を担当した。

### 私生活
2009年に映画監督のマーク・ネヴェルダインと結婚した。2010年に息子が生まれている。

## 出演作品

### 映画
| 公開年 | 邦題 原題                                   | 役名                     | 備考                                    |
| ------ | ------------------------------------------- | ------------------------ | --------------------------------------- |
| 1998   | グジラ Kraa! The Sea Monster                | カーティス               | 別題『大怪獣襲来グジラ』 日本劇場未公開 |
| 1999   | 13F The Thirteenth Floor                    | Honey Bear Girl          |                                         |
| 2002   | ホワイト・オランダー White Oleander         | アストリッド・マグヌセン |                                         |
| 2003   | マッチスティック・メン Matchstick Men       | アンジェラ               |                                         |
| 2003   | ビッグ・フィッシュ Big Fish                 | サンドラ・ブルーム       |                                         |
| 2005   | 秘密のかけら Where the Truth Lies           | カレン・オコナー         |                                         |
| 2005   | ビッグホワイト Big White                    | ティファニー             | 日本劇場未公開                          |
| 2006   | マイ・フレンド・フリッカ Flicka             | ケイティ                 | 日本劇場未公開                          |
| 2007   | 悲しみが乾くまで Things We Lost in the Fire | ケリー                   |                                         |
| 2007   | ベオウルフ/呪われし勇者 Beowulf             | ウルスラ                 |                                         |
| 2009   | スペル Drag Me to Hell                      | クリスティン・ブラウン   |                                         |
| 2009   | GAMER Gamer                                 | トレース                 |                                         |
| 2015   | バチカン・テープ The Vatican Tapes          | Psych Patient            |                                         |
| 2016   | Urge                                        | Mother                   |                                         |
| 2016   | アンデッド刑事 野獣捜査線 Officer Downe     | Sister Blister           |                                         |

### テレビシリーズ
| 放映年    | 邦題 原題   | 役名                 | 備考       |
| --------- | ----------- | -------------------- | ---------- |
| 1999      | Safe Harbor | ヘイリー             | 計4話出演  |
| 2000-2001 | Tucker      | McKenna Reid         | 計13話出演 |
| 2001-2002 | Pasadena    | リリー・マカリスター | 計13話出演 |

### 声の出演
- 風の谷のナウシカ Nausicaä of the Valley of the Wind （1984年/2005年）

## 参照
1. ↑  Alison Lohman Biography (1979–), Film Reference
2. ↑  Lammers, Tim (2003年9月11日). “@ The Movies Interviews: Ridley Scott, Alison Lohman”. Lifewhile.com 2010年8月28日閲覧。
3. ↑  “Celebrity wedding in Watertown”.   MyABC50.com (2009年8月19日). 2013年3月25日閲覧。
4. ↑  Benardello, Karen (2011年8月19日). “Alison Lohman Secretly Gave Birth to a Son Months Ago”.   Shockya.com. 2012年8月26日閲覧。